# Centre de gravité (militaire)
Ne doit pas être confondu avec Centre de gravité.

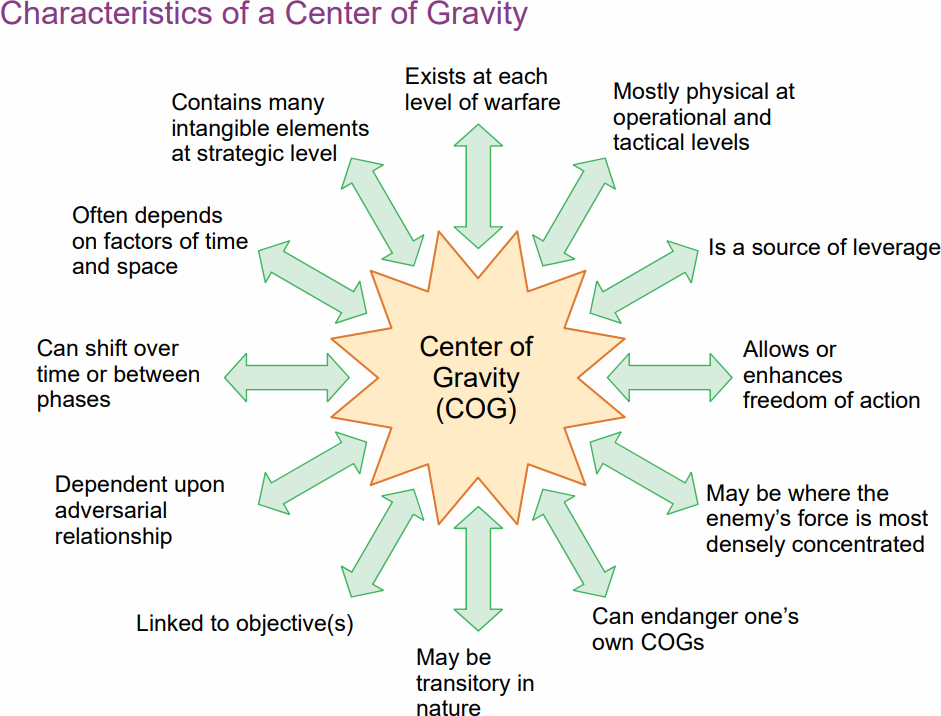
Schéma présentant les caractéristiques du centre de gravité.

Le centre de gravité (CdG), de l'allemand Schwerpunkt, est un concept militaire faisant référence à la principale source de force, d'équilibre ou de stabilité nécessaire à une force pour maintenir les opérations de combat. Les centres de gravité peuvent être physiques, moraux, ou les deux, et existent pour tous les belligérants à tous les niveaux tactiques, stratégiques et opérationnels de la guerre.
Les CDG jouent une idée centrale dans la stratégie militaire, bien que la définition exacte ait été insaisissable, avec des interprétations variant considérablement au fil du temps, entre les forces et entre les théoriciens. D'une manière générale, un CDG peut être considéré comme une partie essentielle du système de combat, ce qui aurait un impact disproportionné sur son efficacité au combat.  
Le concept a été théorisé au XIXe siècle par Carl von Clausewitz, un théoricien militaire prussien, dans son ouvrage De la Guerre. La littérature universitaire estime généralement que le terme doit être clarifiée et appliquée avec prudence, tandis que certains théoriciens demandent son retrait complet de la doctrine militaire.